# Kommagene

Karte, die Kommagene als Vasallenkönigreich Armeniens zeigt (1. Jahrhundert v. Chr.)

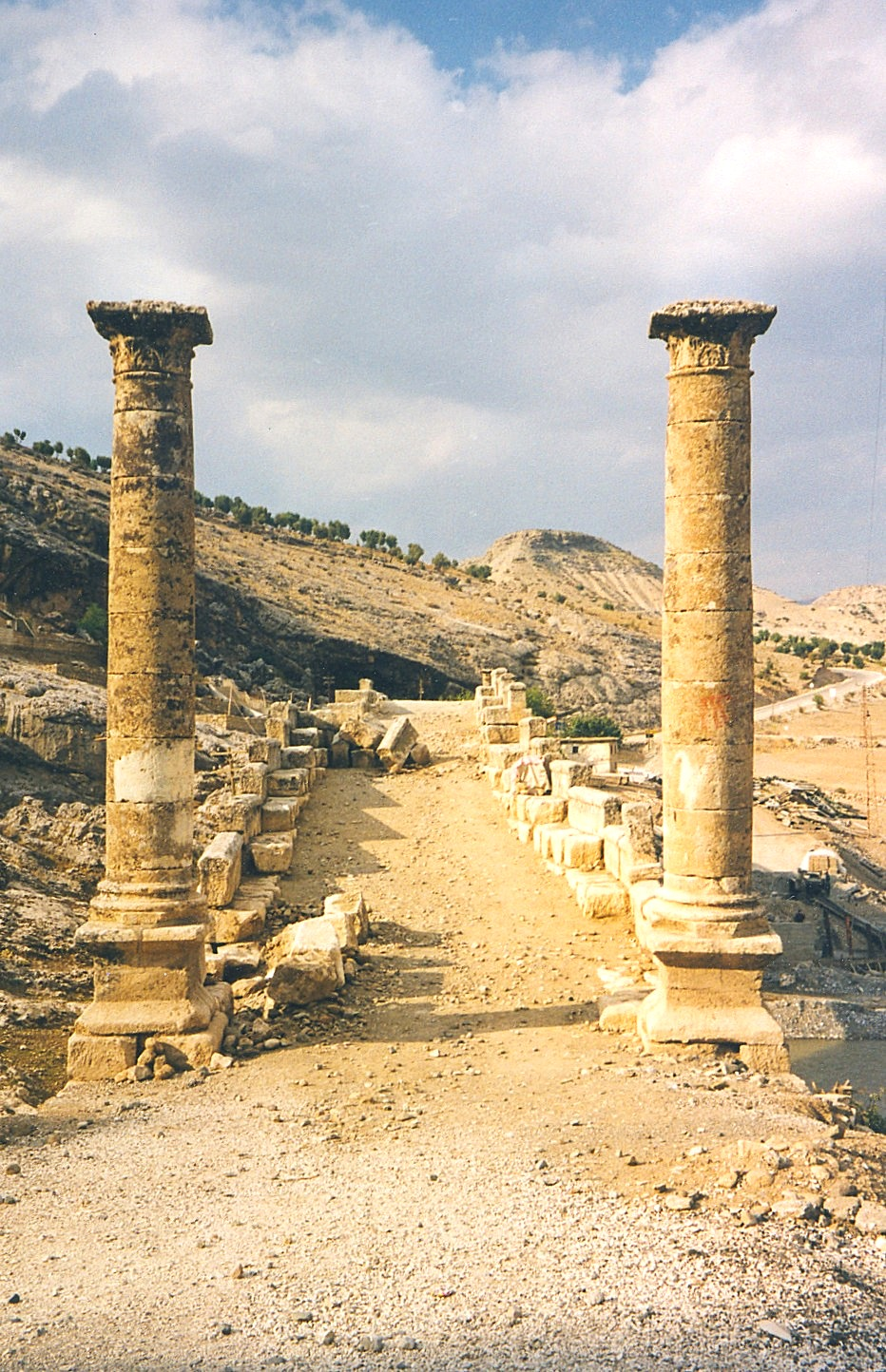
Brücke des Septimius Severus

Kommagene (altgriechisch Κομμαγηνή) war eine historische Landschaft der Antike im Südosten Kleinasiens, die im Osten vom Euphrat begrenzt wurde. Westlich befand sich das Taurusgebirge und im Süden die Ebenen Nordsyriens. Lange Zeit war Kommagene Teil verschiedener Reiche, bevor es Mitte des 2. Jahrhunderts v. Chr. unabhängig wurde. Im ersten Jahrhundert n. Chr. endete die Selbstständigkeit Kommagenes. Hauptstadt war zunächst Samosata am Euphrat, später Hierapolis Bambyke, das heutige Manbidsch im nördlichen Syrien. Weitere bedeutende Städte waren Germanikeia (Marasch), Doliche und Perrhe.

## Geschichte

### Steinzeit und Bronzezeit
In der später als Kommagene bezeichneten Landschaft wurden diverse Siedlungen des präkeramischen Neolithikums dokumentiert, die bis in das 9./8. Jahrtausend v. Chr. zurückreichen. Dazu gehören Nevalı Çori, Gritille, Hayaz Höyük und Levzin Höyük. Aus dem keramischen Neolithikum sind nur wenige Fundstätten bekannt, während für die Kupfersteinzeit wiederum diverse Zeugnisse vorliegen. Diese setzen in der Übergangsphase zwischen Jung- und Kupfersteinzeit mit der Halaf-Kultur Ende des 6. Jahrtausends v. Chr. ein und erreichen im 5. Jahrtausend mit der Obed-Zeit den Status einer entwickelten Bauerngesellschaft mit weit reichenden Handelskontakten (für die auch der Euphrat genutzt wurde). Das 4. Jahrtausend v. Chr. brachte dann das Entstehen erster stadtähnlicher Siedlungen sowie verschiedene Hinweise auf sich herausbildende Staatswesen (wie etwa die zentrale Verteilung von Lebensmitteln). Verbunden mit einem Erstarken des Handels – vor allem mit Kupfer und aus der Kommagene stammendem Feuerstein – differenzierte sich auch die Arbeitsteilung und -organisation aus. Ab Mitte des 4. Jahrtausends stieg der Einfluss der aus dem Süden expandierenden Uruk-Kultur, wobei am Samsat Höyük die bedeutendste Stadt der Kommagene, das spätere Samosata, entstand.
Noch vor 3000 v. Chr. brechen die Siedlungen der Uruk-Kultur gewaltsam ab, am Samsat Höyük ist in den archäologischen Befunden eine große Feuerkatastrophe nachweisbar. Die Siedlungsintensität in der Kommagene blieb dagegen auch in der anschließenden frühen Bronzezeit auf einem hohen Niveau bestehen und die Siedlungen der späteren Kupfersteinzeit wurden sämtlich weiter genutzt. Im weiteren Verlauf der Bronzezeit wurde die Entwicklung der Kommagene vielschichtiger; während in einigen Teilen des Landes ein deutlicher Rückgang der Siedlungstätigkeit feststellbar ist, florierten andere Städte wie vor allem Samsat Höyük und das Umland ungebrochen weiter. Mit dem Ende des 3. Jahrtausends v. Chr. gelangte die Region unter den Einfluss des Reiches von Akkad und taucht in diesem Zusammenhang auch erstmals in den Schriftquellen auf. Im 17. oder 16. Jahrhundert eroberte der Hethiterkönig Ḫattušili I. eine Region namens Uršu, die etwa den Raum der späteren Kommagene umfasst – bereits im 15. Jahrhundert fiel das Land jedoch an das Königreich Kizzuwatna. Mitte des 14. Jahrhunderts gelangte es dann durch die Feldzüge Šuppiluliumas I. erneut an das hethitische Reich, bei dem es bis zu dessen Untergang um 1200 v. Chr. verblieb.

### Entwicklung bis zum Hellenismus
In den Wirren im Zusammenhang mit dem Untergang des Hethiterreiches gelangte die Region Kommagene wohl zunächst unter die Kontrolle des Reiches von Karkemiš, aus dem wiederum im Laufe des 12. Jahrhunderts v. Chr. mehrere regionale Fürstentümer hervorgingen. Dazu gehörte auch das Reich Kummuḫ, für das allerdings erst ab dem 9. Jahrhundert umfangreichere Informationen aus den Schriftquellen vorliegen. Von dieser Staatsbezeichnung leitet sich auch der spätere Begriff „Kommagene“ her. Es stand in vielen Bereichen von Kultur und Gesellschaft noch ganz in der Tradition des hethitischen Reiches, die lokale Oberschicht bezeichnete sich selbst auch weiterhin als „Hethiter“. Gleichzeitig wurde jedoch das Luwische statt des Hethitischen zur üblichen Sprache der Inschriften, und die einwandernden aramäischen Bevölkerungsgruppen brachten ihrerseits ihre Schrift und Sprache mit. Darüber hinaus entstanden auch neue aramäisch geprägte Herrschaftszentren in Nachbarschaft zu den älteren hethitisch und luwisch beeinflussten. Mit der Expansion des Assyrischen Reiches unter König Aššur-nâṣir-apli II. und seinem Nachfolger Salmānu-ašarēd III. wurde Kummuh den Assyrern tributpflichtig, konnte im Gegenzug aber seine territoriale Unversehrtheit wahren. Für das Jahr 866 v. Chr. taucht das Fürstentum erstmals in den assyrischen Annalen auf. In der folgenden Zeit stieg naturgemäß auch der Einfluss der assyrischen Kultur auf die Kommagene, was sich im lokalen archäologischen Befund im Wesentlichen an den kunstgeschichtlichen Veränderungen festmachen lässt.
Um 750 v. Chr. wurde Kummuh von den Urartäern unterworfen und musste sich einem antiassyrischen Bündnis anschließen. Diese Koalition wurde jedoch bereits 743 v. Chr. bei Arpad niedergeschlagen und das Fürstentum gelangte wieder unter assyrische Kontrolle. Nach der Auflösung des Königreichs Melid wurde das Territorium von Kummuh bedeutend erweitert. Trotzdem ging dessen Herrscher Mutallu im Jahr 708 v. Chr. erneut ein Bündnis mit Urartu ein, woraufhin der assyrische König Šarru-kīn II. in einem Kriegszug das Reich eroberte und als Provinz dem assyrischen Imperium eingliederte. Der südliche Teil der späteren Kommagene um Gaziantep gehörte wohl nie zum Reich Kummuhu, sondern scheint nach mehreren Besitzerwechseln im Laufe des 8. Jahrhunderts ebenfalls eine assyrische Provinz geworden zu sein. In diese Phase datieren eine Festung im Südwesten des Samsat Höyük und vor allem ein palastartiger Komplex in Tille Höyük, der vermutlich mit der regionalen Verwaltung in Verbindung steht.
605 v. Chr. wurde Kummuh durch den babylonischen Thronfolger Nabū-kudurrī-uṣur II. erobert. Im Palastbau auf dem Tille Höyük ist für die Zeit um 600 v. Chr. ein großes Schadensfeuer nachgewiesen, das möglicherweise mit dieser Eroberung in Verbindung steht. Wenig später wurde dort jedoch ein ähnlich monumentaler, wenn auch schlechter erhaltener Neubau angelegt. Ein vergleichbar repräsentatives Gebäude – das allerdings keinen äquivalenten Vorgänger hatte – wurde (vermutlich ebenfalls während der babylonischen Herrschaft) auf dem Lidar Höyük errichtet. Verwaltungsgebäude auf dem Teleilat und dem Surtepe bezeugen dagegen einen archäologisch relativ unauffälligen Übergang zwischen der assyrischen, der babylonischen und der 539 v. Chr. beginnenden achämenidischen Herrschaft. Auf dem Tille Höyük wurde nach der persischen Eroberung wiederum ein neuer, prachtvoller Palastbau über den beiden erwähnten Verwaltungsgebäuden errichtet; auch am Samsat Höyük fanden sich Strukturen, die vermutlich aus achämenidischer Zeit stammen, sich aber nicht genauer einordnen lassen.

### Klassische Antike
Aus der nachfolgenden Zeit liegen aus der Kommagene nicht viele Informationen vor; die Landschaft wurde mit dem restlichen Perserreich durch Alexander den Großen erobert und gelangte nach dessen Tod bei den Auseinandersetzungen zwischen den Diadochen an das Seleukidenreich. Unter Ptolemaios wurde Kommagene 163 v. Chr. von diesem unabhängig; der bedeutendste König war Antiochos I. (Herrschaft 69–36 v. Chr.). Nach dem Tod Antiochos’ III. (17 n. Chr.) wurde Kommagene in das Römische Reich eingegliedert.
In Religion und Kultur von Kommagene mischen sich hellenistische, einheimisch anatolische und persische Elemente. Unter Antiochos IV. wurde Kommagene wieder unabhängig. 72 n. Chr. verlor es jedoch endgültig seine Unabhängigkeit und wurde Teil der römischen Provinz Syria. Während der Kaiserzeit wurden vier nachweisbare Auxiliareinheiten nach der Region Kommagene benannt, die Ala I Commagenorum, die Cohors I Flavia Commagenorum, die Cohors II Flavia Commagenorum und die Cohors VI Commagenorum.
In der Spätantike wurde für die Provinz die Bezeichnung Euphratesia üblich, auch wenn die Bezeichnung Kommagene gebräuchlich blieb. Im 7. Jahrhundert wurde das Gebiet, das zuvor lange zwischen Römern und dem Sassanidenreich umkämpft gewesen war, dann von den Arabern erobert.

### Nachantike Geschichte
In Folge der Schlacht am Jarmuk im Jahr 636 wurde das südöstliche Taurusgebirge mit der islamischen Expansion für mehrere Jahrhunderte zur Grenzregion zwischen dem Oströmischen Reich und der arabischen Welt. Die Bezeichnung Kommagene verlor als geographische Bezeichnung ihre Bedeutung, die Geschichte der Landschaft lässt sich im Wesentlichen nur anhand der Entwicklung der Siedlungen verfolgen. Die vormals bedeutenden Perrhe und Zeugma starben völlig aus, ihre Funktionen übernahmen neue Ortschaften in direkter Nachbarschaft. Doliche dagegen blieb bestehen und bildete unter dem Namen Duluk noch bis in das Hochmittelalter eine regional bedeutende arabische Stadt von strategisch-militärischer wie politisch-wirtschaftlicher Bedeutung. Die spärlichen Schriftquellen lassen außerdem erkennen, dass die spätantiken Siedlungen und auch christliche Gemeinden weiterbestanden.
Als die Kommagene nach dem Zerfall des Abbasiden-Kalifats im 10. Jahrhundert an das Herrschaftsgebiet der Hamdaniden fiel, begannen die byzantinischen Expansionsversuche wieder kleinere Erfolge zu erbringen. Daraus ergab sich ein „labiles Gleichgewicht zwischen byzantinischen Heerführern und muslimischen Gebietsherren östlich des Euphrat“, das durch einen jahrzehntelangen Kleinkrieg geprägt wurde. Nach dem Ende des armenischen Bagratidenreiches wanderten zahlreiche armenische Adelsfamilien in das Taurusgebiet und auch die Kommagene aus; durch die Expansion der Seldschuken in Kleinasien wurde dieses Gebiet vom byzantinischen Kernland abgeschnitten und damit faktisch unabhängig. Mit Ausnahme der Herrschaftszeit des Philaretos Brachamios war diese Epoche von machtpolitischer Zersplitterung geprägt. Die fünfzigjährige europäische Herrschaft durch die Grafschaft Edessa infolge des Ersten Kreuzzuges (1097–1144) hatte keine wesentlichen Auswirkungen auf Kultur und Gesellschaftsstruktur der armenischen, syrischen, griechischen und arabischen Hauptbevölkerung. Im Anschluss daran übernahmen die Rum-Seldschuken, Artukiden und Halebiner die Kontrolle über den Raum, bis zum Ende des 13. Jahrhunderts hin das ägyptische Mamlukenreich die restlichen Einflussmächte verdrängte. Die wenigen noch vorhandenen christlichen Stätten und Territorien wie das armenische Patriarchat in Rum Kalesi oder das syrisch-orthodoxe Patriarchat mit dem Sitz im Kloster Barsauma, beides einflussreiche kulturelle und religiöse Zentren, gelangten immer mehr in den muslimischen Einflussbereich und wurden schließlich zerstört. In der Phase der mamlukischen Herrschaft stellten vor allem die militärischen Einfälle von Turkmenen sowie der Mongolen unter Timur einschneidende Ereignisse dar. Anfang des 16. Jahrhunderts schließlich gelangte die Kommagene an das osmanische Reich und nach dessen Niedergang nach dem Ersten Weltkrieg an die Türkei.

## Kulturdenkmäler

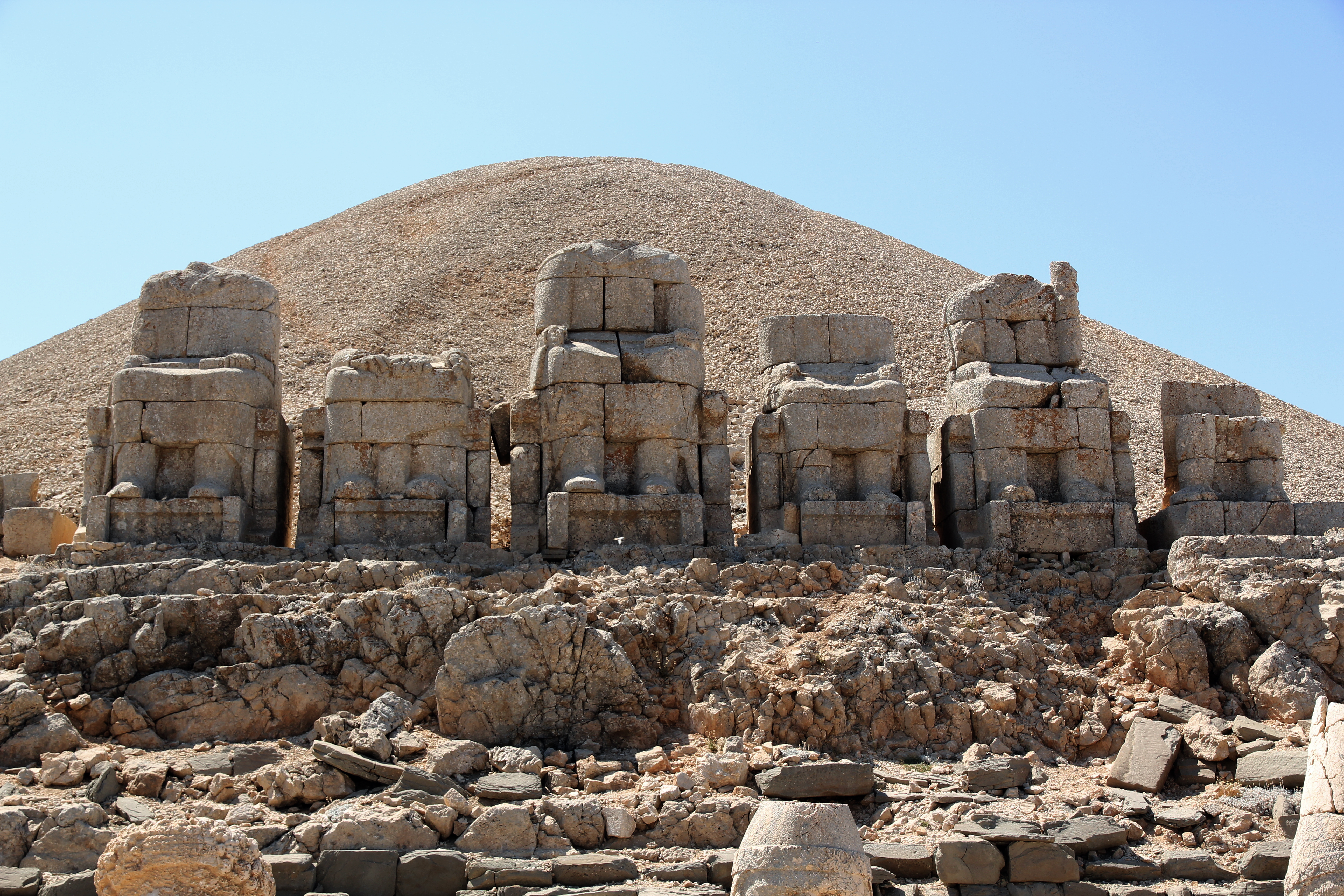
Die Throne der Ostterrasse des Heiligtums auf dem Berg Nemrut.

Bedeutende Kulturdenkmäler sind die Grabstätten auf dem Berg Nemrut, außerdem die Hierothesia von Arsameia am Nymphaios und am Karakuş. Der Grabhügel Sesönk stellt möglicherweise ein weiteres Hierothesion dar. Aus der Römerzeit sind unter anderem die beiden Tumuli von Sofraz sowie die Brücke des Septimius Severus erhalten, die den mit 34 m zweitgrößten von den Römern gebauten Brückenbogen besitzt.

## Forschungsgeschichte
Die archäologische und historische Erforschung der Kommagene begann mit der Entdeckung der Grabanlage (Hierothesion) des kommagenischen Königs Antiochos I. auf dem Nemrut Dağı durch den deutschen Ingenieur und Orientreisenden Karl Sester im Jahr 1881. Das Bekanntwerden dieser außergewöhnlichen Struktur führte dazu, dass in den kommenden beiden Jahren die deutschen klassischen Archäologen Carl Humann und Otto Puchstein eine umfangreichere Forschungsreise dorthin unternahmen, bei der sie sowohl den Nemrut Dağı genauer untersuchten als auch die umliegenden archäologischen Fundstätten aufsuchten und dokumentierten. Die Ergebnisse dieser Reise wurden 1890 in dem Werk „Reisen in Kleinasien und Nordsyrien“ veröffentlicht.

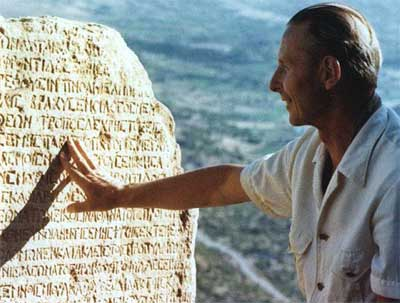
Friedrich Karl Dörner vor einer griechischen Inschrift in Arsameia am Nymphaios

Als Nächstes machte sich vor allem der deutsche Althistoriker und Epigraphiker Friedrich Karl Dörner um die Erforschung der antiken Kommagene verdient. 1938 unternahm er gemeinsam mit dem Archäologen Rudolf Naumann eine Reise in die Region, wobei sie ihre Beobachtungen und Erkenntnisse im Folgejahr in dem Band „Forschungen in Kommagene“ publizierten. Nach dem Zweiten Weltkrieg intensivierte Dörner in den 1950er Jahren seine Forschungen und führte jahrzehntelange Ausgrabungen durch, in deren Rahmen er unter anderem die Stadt Arsameia am Nymphaios entdeckte, wo ein weiteres Hierothesion mit einer großen Inschrift Antiochos’ I. gefunden wurde. Seine Ergebnisse publizierte er ebenso wie seine sonstigen Erlebnisse vor Ort in mehreren populärwissenschaftlichen Publikationen; seine Frau Eleonore Dörner veröffentlichte darüber hinaus den Bericht „Bei den Gottkönigen in Kommagene“ mit lebhaften Schilderungen des Lebens im Ausgrabungslager. 1968 gründete Friedrich Dörner die Forschungsstelle Asia Minor an der Universität Münster, die sich unter anderem der Erforschung der Kommagene verschrieben hat. Parallel zu seinen Aktivitäten führte die amerikanische Archäologin Theresa Goell – ebenfalls unter Beteiligung Dörners – weitere umfangreiche Untersuchungen am Nemrut Dağı durch. Dieser wurde damit zum Zentrum eines entstehenden Touristenbooms, der die Überreste der antiken Kulturlandschaft Kommagene erfasste.
In den 1980er Jahren wurde im Rahmen des Südostanatolien-Projekts der Bau diverser Staudämme in der südöstlichen Türkei beschlossen, womit zahlreiche archäologische Stätten von der Überflutung bedroht waren. Angesichts dessen wurden die archäologischen Unternehmungen noch einmal intensiviert. Durch verschiedene Rettungsgrabungen konnten viele der heute nicht mehr zugänglichen Befunde noch rechtzeitig untersucht und dokumentiert werden. Auch der nicht akut bedrohte Nemrud Dağı wurde noch einmal Gegenstand verschiedener Forschungsprojekte (dazu siehe das Kapitel „Forschungsgeschichte“ im Artikel zum Nemrud Dağı). 1987 wurde er zum UNESCO-Weltkulturerbe erklärt.

## Die Könige von Kommagene
| Name                                                          | Herrschaftszeit       |
| ------------------------------------------------------------- | --------------------- |
| Ptolemaios                                                    | 163–ca. 130           |
| Samos II. Theosebes Dikaios                                   | ca. 130–ca. 100       |
| Mithradates I. Kallinikos                                     | ca. 100–69            |
| Antiochos I. Theos Dikaios Epiphanes Philorhomaios Philhellen | 69–ca. 36             |
| Mithradates II.                                               | ca. 36–20             |
| Mithradates III.                                              | 20–12                 |
| Antiochos III.                                                | 12 v. Chr.–17 n. Chr. |
| (Römerherrschaft)                                             | 17–38                 |
| Antiochos IV. Epiphanes                                       | 38–72                 |